# Mara (deva)
Mara is binnen het boeddhisme datgene wat de mens in samsara houdt. Het is de tegenpool van boeddha en vergelijkbaar met de duivel in de abrahamitische religies.
Mara is de optelsom van al het kwade wat gezien wordt als negatief karma waardoor de mens opnieuw zal gaan incarneren en dus niet tot de verlichting komt.
Gautama Boeddha heeft dit kwade 'de legers van Mara' genoemd. In de Sutta Nipita noemt de Boeddha tien verschillende legers, namelijk:
1. Zintuiglijk genot en gehechtheid (k~ma)
2. Ontevredenheid (arati)
3. Honger en dorst (khuppipisa)
4. Verlangen (tanha)
5. Luiheid en slaperigheid (thina-middha)
6. Angst (bhiru)
7. Twijfel (vicikicchi)
8. Schijnheiligheid en eigenwijsheid (makkha en thambha)
9. Winst, faam en verering (l~bha, siloka en sakk~ra) en ten slotte
10. Zelfverheerlijking en verlagen van anderen (attukkamsana en paravambhana).